# Neuvorpommern

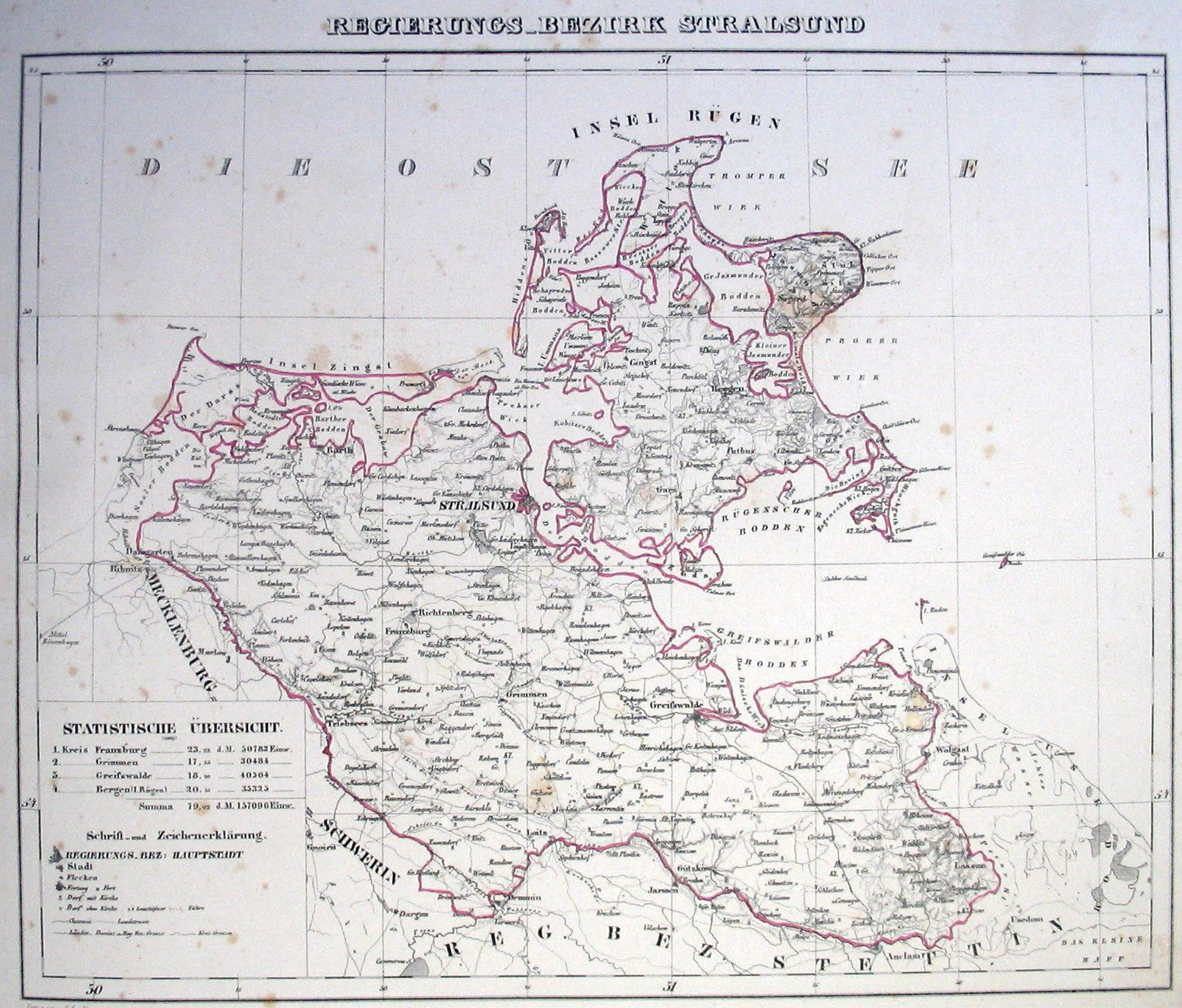
Regierungsbezirk Stralsund, identisch mit Neuvorpommern bzw. Neuvorpommern und Rügen

Geschichte der Landstände von Neuvorpommern und Rügen 1881

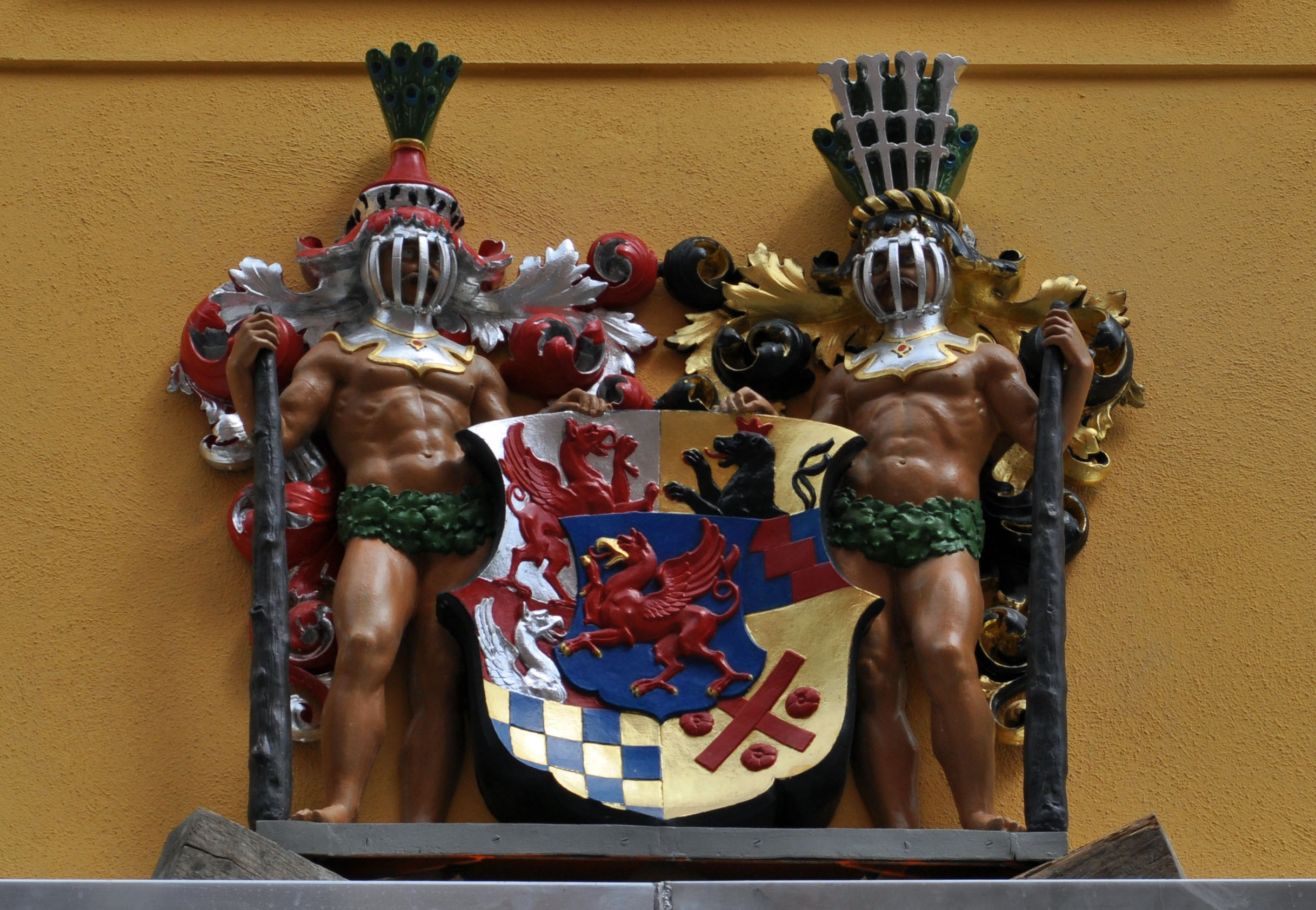
Wappen der Landstände von Neuvorpommern und Rügen über dem Portal des Landständehauses in Stralsund

Neuvorpommern, auch Neu-Vorpommern wurde der Teil Vorpommerns genannt, der mit dem Wiener Kongress 1815 an Preußen kam.
Das Gebiet von Neuvorpommern entsprach dem vorherigen Schwedisch-Vorpommern in der Ausdehnung, wie es nach dem Frieden von Stockholm 1720 verblieben war, umfasste also Vorpommern nördlich der Peene, einschließlich der Insel Rügen. Unter besonderer Hervorhebung von Rügen wurde für Neuvorpommern auch die Bezeichnung Neuvorpommern und Rügen verwendet. Der bereits 1720 von Schweden an Preußen abgetretene Teil Vorpommerns wurde im Gegensatz hierzu Altvorpommern genannt.
Neuvorpommern wurde ein Teil der preußischen Provinz Pommern und bildete dort von 1818 bis 1932 den Regierungsbezirk Stralsund, behielt aber noch mindestens bis zur Rechtsreform in Preußen von 1849 eine rechtliche Sonderstellung, die sich aus den Wiener Verträgen von 1815 ergab und die der König unbedingt einhalten wollte. So wurde aus den bisherigen Ständen Neuvorpommerns 1823 ein Kommunallandtag von Neuvorpommern und Rügen gebildet, der bis 1881 bestand. Der daneben ebenfalls 1823 gebildete Pommersche Provinziallandtag wurde getrennt nach Neuvorpommern, Altvorpommern und Hinterpommern gewählt. Mit dem allmählichen Verlust dieser Sonderstellung wurde auch der Name Neuvorpommern ungebräuchlich.